# セス・マーティン
セス・マーティン（Seth Martin、1933年5月4日 - ）は、カナダ連邦ブリティッシュコロンビア州ロスランド出身の元プロアイスホッケー選手。ポジションはゴールテンダー。

## 経歴
1953-54シーズンよりアマチュアチームのトレイル・スモーク・イーターズでプレーするようになり、1961年のアイスホッケー世界選手権にアイスホッケーカナダ代表として出場したトレイル・スモーク・イーターズの一員として、彼は7試合で11ゴールしか許さず優勝に貢献した。この大会はカナダのアマチュアチームが世界選手権で優勝した最後の大会であった。彼は大会のベストゴールテンダーに選ばれている。世界選手権には合計5回出場し4回ベストゴールテンダーとなった。
1964年のインスブルックオリンピックにも出場している。
1967-68年シーズン、このシーズン、NHLにエクスパンションチームとして加入したセントルイス・ブルースで30試合プレーした。チームはスタンレー・カップファイナルまで進出したがモントリオール・カナディアンズに4連敗で敗れた。
1997年に国際アイスホッケー連盟殿堂入りを果たした。